# Achern
Achern – miasto w Niemczech, w kraju związkowym Badenia-Wirtembergia, w rejencji Fryburg, w regionie Südlicher Oberrhein, w powiecie Ortenau, siedziba wspólnoty administracyjnej Achern. Leży ok. 20 km na północ od Offenburga, przy autostradzie A5, drodze krajowej B3 i linii kolejowej Bazylea-Mannheim.